# ベストワンドットコム
株式会社ベストワンドットコムは、旅行業法に基づくオンラインの旅行業者である。
主に『ベストワンクルーズ』にてクルージングツアーを取り扱う。また2021年6月には『バスツアー格安専門予約サイト／ベストワンバスツアー』をリリース。続いて、『国内宿泊予約サイト／ベストワン宿泊予約サイト』『全国の格安国内ツアーサイト】／ベストワン国内ツアー』をリリース。

## 概要

### 企業理念
2005年に澤田秀太によって設立されたクルーズ旅行専門のオンライン旅行会社。
- 「クルーズ旅行・船旅を通じて全てのお客様に初めての感動体験を」
- 「Life Change Experience」
- 「クルーズをもっと身近にもっと手軽に」

という企業理念のもと、クルーズ客船を使ったクルージング旅行に馴染みの薄い若い若年層や未体験者に向けカジュアルな船旅を提案している。
国内外の多くの船会社との契約を背景に、自由度の高い「クルーズのみプラン」の他、「航空券付きプラン」、「添乗員付きプラン」等、多彩な旅行プランを取り扱っている。オリジナルのツアーブランドとしては「ベストワンツアー」シリーズを展開している。
2018年4月東証マザーズに新規上場した。

### 運営する旅行サイト
実店舗は持たず、オンラインのみで旅行販売をしている。
ベストワンクルーズ
国内外の個人旅行、パッケージツアー、FIT、クルーズのチケットを中心に展開。主にリーズナブルなクルーズ旅行を扱っている。
オンラインで検索・予約が可能であり、空室状況や料金の変動もサイト内で確認できる。日数や地域など自由度の高いクルーズのみ手配や、空港件や現地滞在も含めトータルでセットになった「ベストワンツアー」の他、他社のパッケージツアーも数多く扱っている。
HUNEOOM/フネムーン
2014年に開設した新婚カップル向けのハネムーンクルーズ専門サイト。ハワイ・エーゲ海・地中海・北欧・カリブ海・アラスカなど、地域面と予算面から、新婚旅行先として特に人気のあるコースが多くラインナップされている。
ファイブスタークルーズ
上記ベストワンクルーズの主力商品であるカジュアルプランとは一線を画した高級クルージング旅行専用サイト。富裕層やシニア層をターゲットとし、カジュアル客船ならスイートルーム以上、プレミアム客船ならばバルコニー客室以上というラグジュアリーな旅行のみが厳選されてラインナップされている。
2014年に創立された株式会社ファイブスタークルーズを、2016年にベストワンドットコムが完全子会社化。

### 受賞歴
大手船会社から受けた評価は下記の通り。
- 2017年 - 米大手船会社ロイヤル・カリビアン・インターナショナルから優秀セールス賞を受賞（クルーズ旅行における販売実績と、クルーズ旅行の知名度拡大に貢献した功績を評価）
- 2017年 - ヨーロッパ大手船会社コスタクルーズから、コスタアワード　オンライン部門FIT（個人旅行）優秀賞を受賞（個人旅行におけるオンライン販売実績を評価）

## 沿革
- 2005年
  - 9月 - 株式会社ベストワンドットコムを東京都渋谷区松濤に資本金1,050万円で設立
  - 12月 - 東京都へ第3種旅行業登録（東京都知事登録旅行業第3-5693号）
- 2006年1月 - オンライン旅行予約サイト「ベストワンクルーズ」運営開始
- 2009年7月 - 本社を東京都港区六本木5丁目に移転
- 2013年7月 - 資本金を3,350万円へ増資。本社を東京都新宿区新宿6丁目に移転
- 2014年
  - 8月 - 資本金8,350万円へ増資[7]
  - 9月 - ハネムーンクルーズ専門サイト「HUNEMOON」オープン
  - 12月 - 観光庁へ第1種旅行業に変更登録（観光庁長官登録旅行業第1980号）。自社企画旅行を販売開始
- 2015年6月 - 本社を新宿区新宿5丁目に移転
- 2016年3月 - 高級船専門のクルーズ会社・株式会社ファイブスタークルーズを完全子会社化
- 2017年
  - 7月 - 第三者割当増資にて資本金13,207万円へ増資[8]
  - 8月 - 本社を新宿区富久町に移転
  - 11月 - 株式会社アドベンチャーと販売業務提携。米大手船会社ロイヤル・カリビアン・インターナショナルより優秀セールス賞を受賞。ヨーロッパ大手船会社コスタクルーズよりコスタアワード・オンライン部門FIT（個人旅行）優秀賞受賞
- 2018年4月 - 東証マザーズに株式上場（証券コードA6577）

## 関連事業者
2018年2月末における契約船会社数は国内外をあわせて61社、取扱コース数は1万7101コース。

### カジュアル客船
- MSCクルーズ
- コスタクルーズ
- ノルウェージャン・クルーズライン 他

### プレミアム客船
- プリンセスクルーズ
- ホーランド・アメリカライン 他

### ラグジュアリー客船
- キュナード・クルーズ・ライン
- クリスタルクルーズ 他

### リバークルーズ・南極北極客船等
- バイキングリバー
- フッティルーテン 他

### 日本船
- 飛鳥Ⅱ（郵船クルーズ）
- にっぽん丸（商船三井客船）
- ぱしふぃっくびいなす（日本クルーズ客船）他

### 協賛事業社
- 株式会社アドベンチャー - 航空券予約サイト「スカイチケット」でクルーズ商品の掲載を開始（2017年～）
- 株式会社NTTドコモ - 旅行・レジャー予約サイト「dトラベル」でクルーズ商品を掲載開始（2018年～）
- 株式会社ベネフィット・ワン - 福利厚生サービス「ベネフィット・ステーション」でプランの提供を開始。